# Olvidarte jamás
 (срп. Никада те нећу заборавити) америчко-венцуеланска је теленовела, продукцијске куће Веневисион, снимана 2006.

## Синопсис
Викторија је 20 година провела жудећи за осветом. 
Када је била тинејџерка, сиромашнa и наивнa, завео ју је и преварио Гонзало Монтерo, син дон Грегорија, немилосрдног власника ранча на коме је радила. Викторија је направила највећу грешку у свом животу када је затруднила са Гонзалом. Међутим, прекинула је трудноћу, захваљујући Гонзаловој супрузи, Гладис, која ју је физички и психички мучила. 
До тада позната као Викторија, она постаје Луиса, опседнута жена која жели да учини све како би Монтерови платили за њен бол. Сада лепа, богата и зрела жена, Викторија се враћа у Мајами са својом усвојеном ћерком Каролином. Успева да добије посао на ранчу породице Монтеро, а Гонсало, Гладис и дон Грегорио бивају заинтригирани њом. 
Међутим, освета не долази лако како је Викторија мислила, јер се овог пута љубав умеша у њене планове. Она упознаје Дијега Ибару, згодног земљопоседника, у кога се она заљуби. Иако је на први поглед добар човек, Дијего је веома огорчен, због неправде која му је учињена у младости, и очајнички му је потребна љубав. Али ситуација се још више погорчава када Викторијина усвојена кћерка, Каролина, љубав свог живота види у Алехандру, Гонзаловом сину.

## Улоге
| Глумац:            | Улога:                   |
| ------------------ | ------------------------ |
| Сонја Смит         | Луиса Домингез Викторија |
| Габријел Порас     | Дијего Ибара             |
| Елизабет Гутијерез | Исабел Неира             |
| Марта Хулија       | Лукресија Монтеро        |
| Вилијам Леви       | Ерман Торес              |
| Маријана Торес     | Каролина Монтеро         |
| Данијел Ебитар     | Алехандро Монтеро        |
| Хектор Соберон     | Ренато Тулус             |
| Гиљермо Мураи      | дон Грегорио Монтеро     |
| Себастијан Лигарде | Гонзало Монтеро          |
| Карен Сантиес      | Гладис Монтеро           |
| Маите Ембил        | Флоренсија Монтеро       |
| Фернандо Карера    | Мартин де ла Нуез        |
| Пауло Сесар Кеведо | Патрисио де ла Нуез      |
| Бренда Басераз     | Констанса Монтеро        |
| Феликс Лорето      | Рубен Теран              |
| Хавијер Арментерос | Ерардо                   |
| Родриго Видал      | Мигел                    |
| Адела Ромеро       | Мартина                  |
| Карла Родригез     | Амелиа                   |
| Глорија Запата     | Флора Ибара              |
| Хилда Луна         | Росио                    |
| Хулијо Капоте      | Салвадор Чема            |
| Карлос Гуереро     | Мануел                   |
| Ернесто Ривас      | Валентин                 |
| Хуан Троја         | адвокат Окампо           |